# Мастер Тршебоньского алтаря
Мастер Тршебоньского алтаря (чеш. Mistr Třeboňského oltáře, нем. Meister von Wittingau; XIV век — XIV век) — богемский анонимный художник, один из крупнейших представителей готической живописи, работавший в стиле интернациональной готики.

## Жизнь и творчество
Ни настоящее имя этого мастера, ни его биография неизвестны. Его активность приходится на короткий период с 1380го по 1400й года, в течение которого он работал в Богемии. Он принадлежал к пражской школе живописи, которая являлась одним из центров развития интернациональной готики, и входил в число художников, работавших для пражского двора. Его главным произведением является алтарь, предназначенный для церкви св. Илии монастыря августинских каноников в Тршебоне (по-немецки — Виттенгау). Подготовленное творчеством мастеров предыдущего поколения (живопись в замке Карлштейн, произведения Мастера Теодориха и др.), искусство Мастера Тршебоньского алтаря пронизано чувствительностью и гармонией, ему присущи поэтичность, созерцательность и близкая к мистицизму религиозность. Возможно, он был знаком с французской живописью 1360-х годов («Апокалипсис» из Анже, диптих из Барджелло, Флоренция) и в какой-то мере был подвержен влиянию североитальянской живописи. Он являет собой наиболее значительную фигуру в чешской готической живописи. Для него характерны оригинальное построение пространства и тщательная нюансировка форм светотенью. Мастер Тршебоньского алтаря был основоположником «прекрасного стиля» — варианта «интернациональной готики», распространившегося в Богемии и Центральной Европе. Но, кроме того, его произведения, особенно более поздние, своим совершенством и рафинированностью предвещают наступление позднеготического периода.
Из произведений позднего творчества мастера следует назвать «Мадонну» (до 1380 г., церковь в Цирквице) и «Рудницкую Мадонну» (после 1380 г., Прага, Национальная галерея), а также «Мадонны» из церкви св. Троицы (Глубока-над-Влтавоу, Южночешская галерея), из Вышеброда и Вроцлава. В его мастерской были созданы такие картины, как «Поклонение младенцу Христу» (после 1380 г., замок Глубока-над-Влтавой), «Мадонна Ара Коэли» (после 1380 г., Прага, Национальная галерея) — самый древний образец картины в раме, украшенной живописью (такое оформление было характерно впоследствии для чешской живописи первой половины XV века). Кроме этого, 1380 годом датируется «Распятие», созданное всё в той же мастерской. Специалисты считают, что в кругу этого мастера были созданы ещё два произведения: «Мадонна со св. Варфоломеем и св. Маргаритой» (замок Глубока-над-Влтавой) и «Распятие» из Вышеброда (конец XIV века, Прага, Национальная галерея). Влияние работ Мастера Тршебоньского алтаря в конце XIV века распространилось на сопредельных с Чехией территориях — в Нюрнберге, Баварии и Силезии, а отголоски его творчества можно увидеть в «Пяльском алтаре» (конец XIV века, Мюнхен, Баварский национальный музей) и в некоторых других произведениях немецких средневековых мастеров.
Кисти мастера приписываются также плохо сохранившиеся росписи костёла св. Анны на Старом Мeсте в Праге.

## Галерея

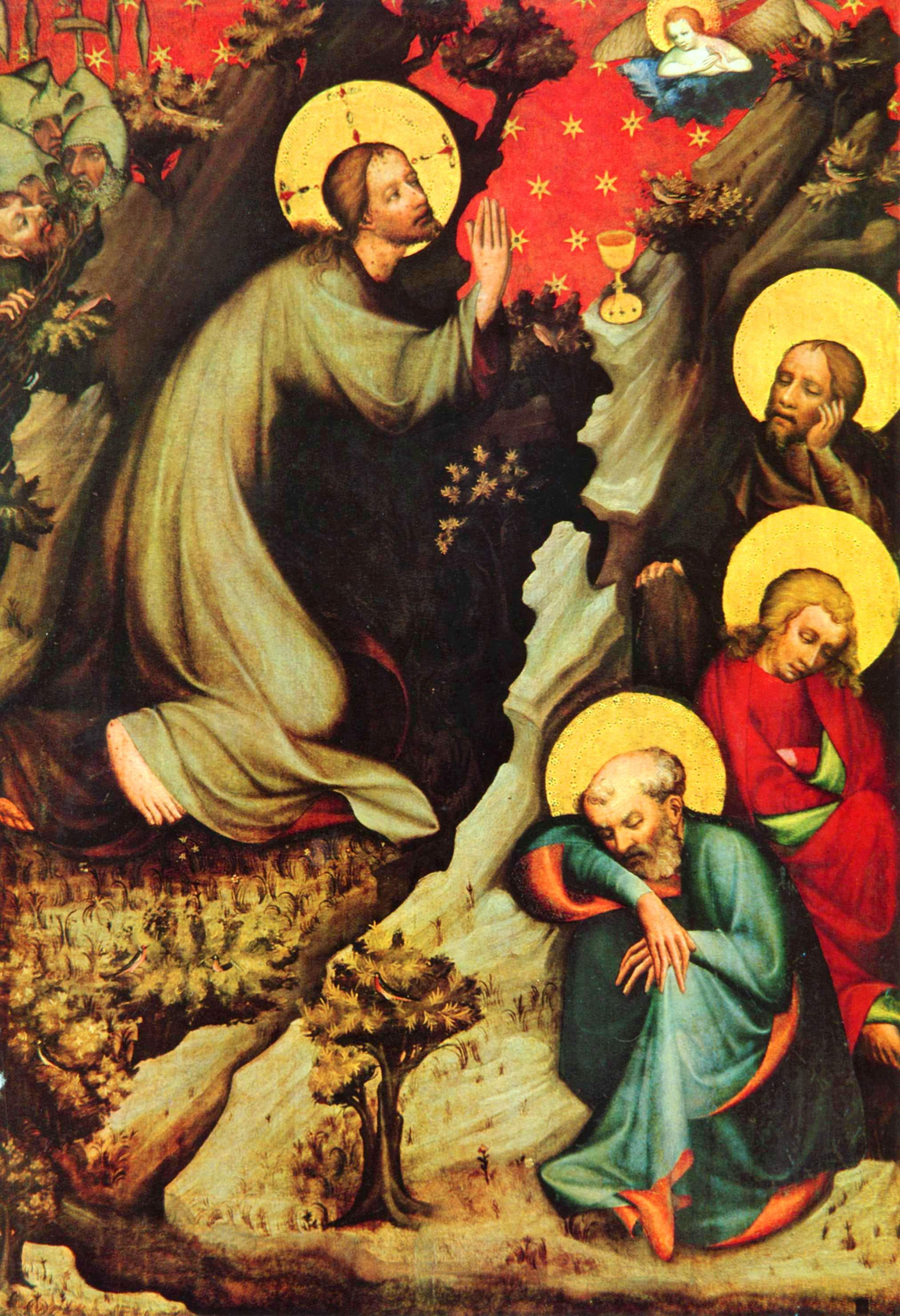
Тршебоньский алтарь: «Моление о чаше»
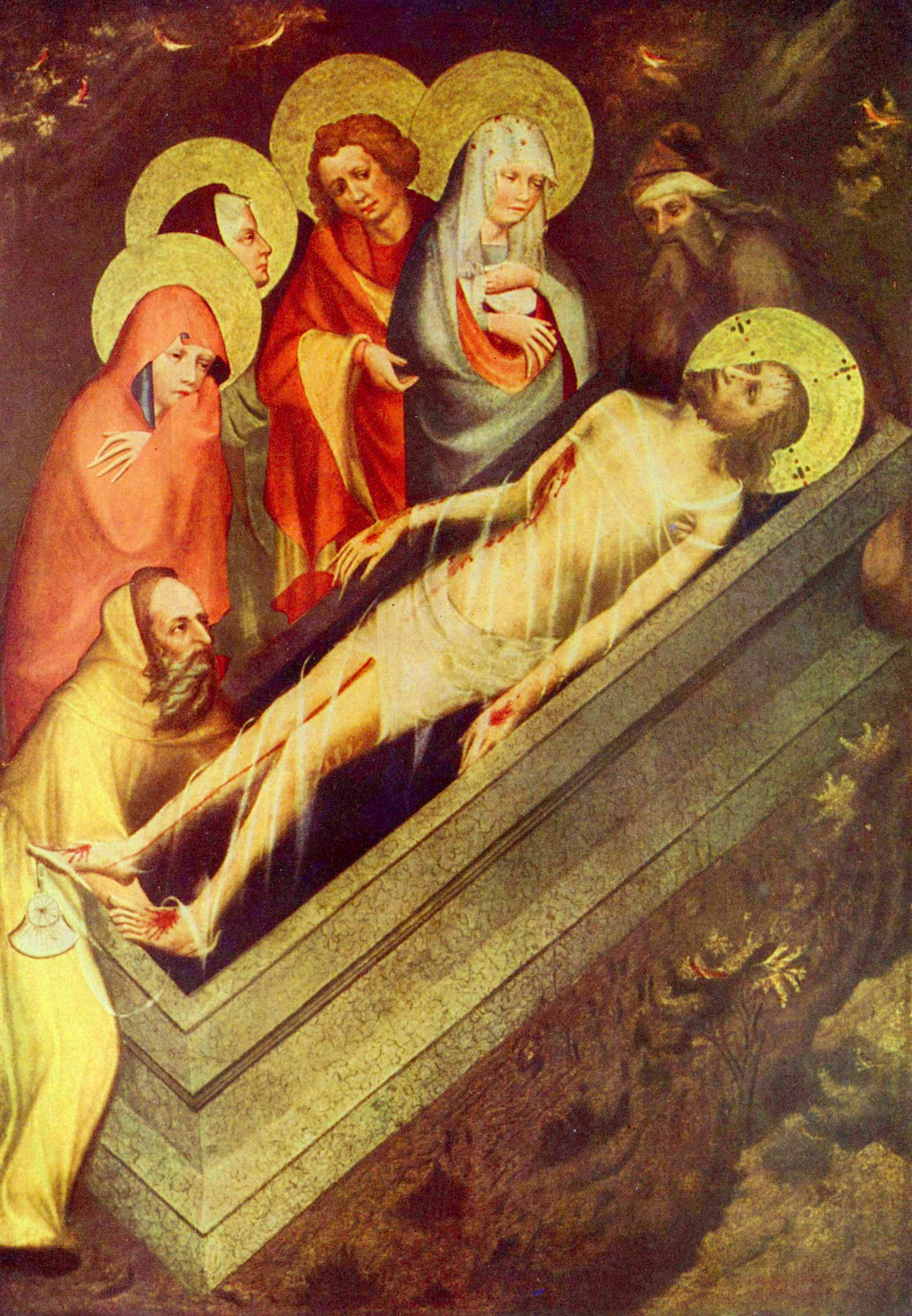
Тршебоньский алтарь: «Положение во гроб»
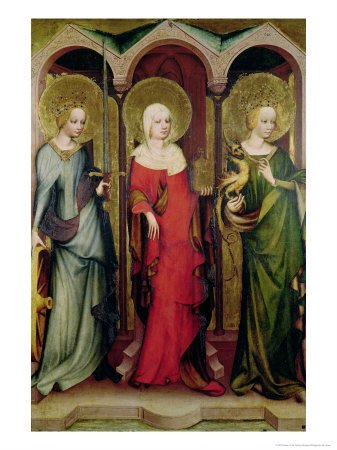
Оборотная сторона «Моления о чаше»
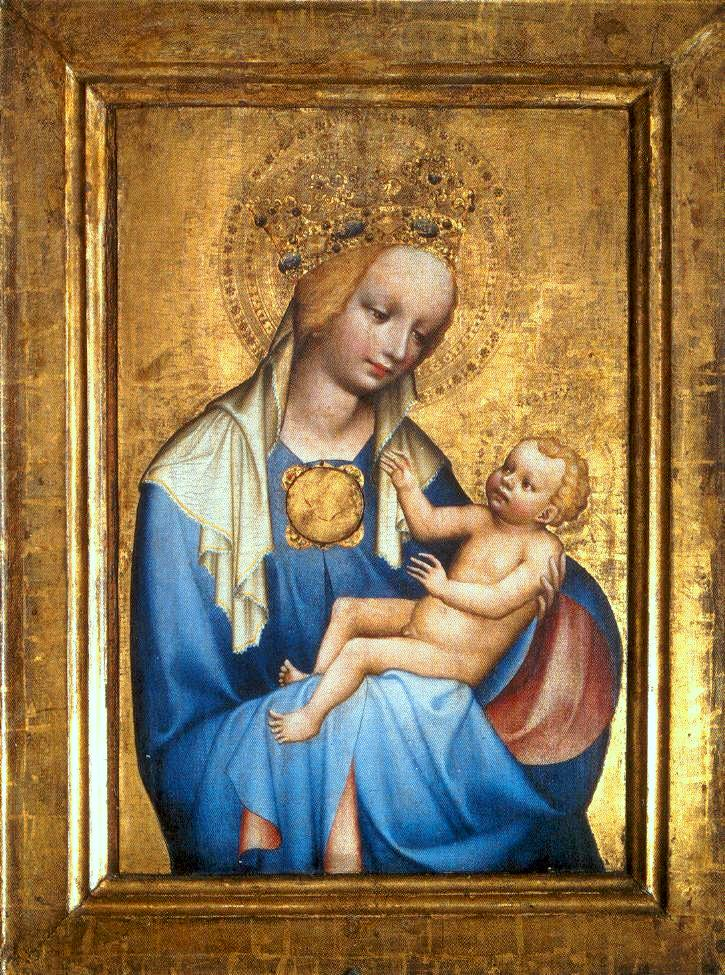
Рудницкая Мадонна. После 1380 г. Прага, Национальная галерея
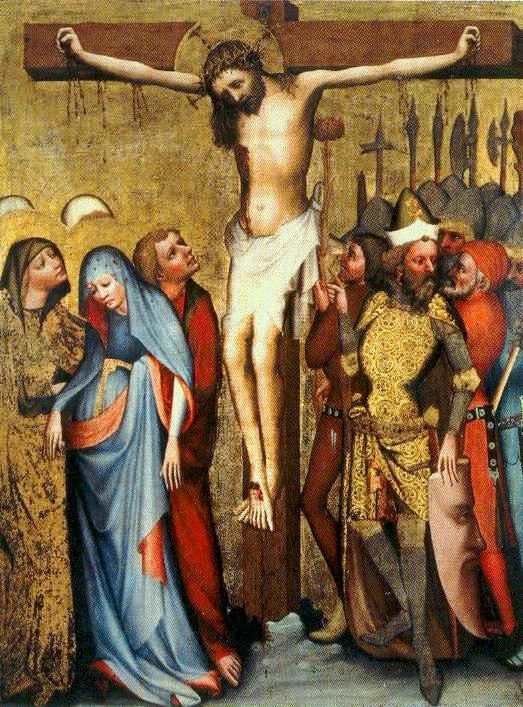
Распятие.1375-80г. Прага, Национальная галерея
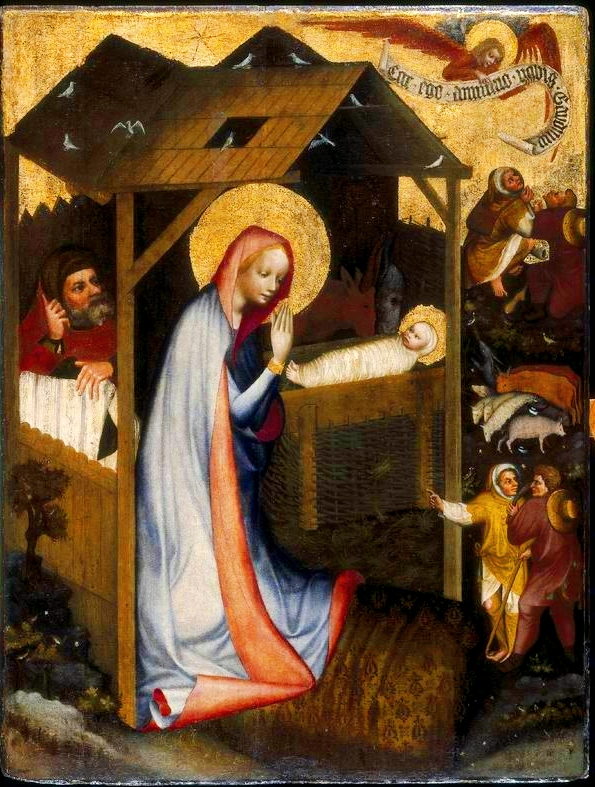
Поклонение младенцу Христу. После 1380 г. замок Глубока-над-Влтавой